# V574 Возничего
V574 Возничего (лат. V574 Aurigae) — одиночная переменная звезда в созвездии Возничего на расстоянии приблизительно 11615 световых лет (около 3561 парсека) от Солнца. Видимая звёздная величина звезды — от +14,1m до +13,4m.

## Характеристики
V574 Возничего — жёлтая пульсирующая переменная звезда типа RR Лиры (RRAB) спектрального класса G. Радиус — около 5,9 солнечных, светимость — около 27,138 солнечных. Эффективная температура — около 5422 K.